# ヒダルゴ郡 (テキサス州)
ヒダルゴ郡（英: Hidalgo County）は、アメリカ合衆国テキサス州の南部、リオ・グランデ・バレーに位置する郡である。人口は87万0781人（2020年）。人口増加率が高い。郡庁所在地はエディンバーグであり、同郡で人口最大の都市はマッカレンである。ヒダルゴ郡は1852年に設立され、郡名はメキシコにスペインからの独立を呼びかけたミゲル・イダルゴ・イ・コスティリャに因んで名付けられた。
ヒダルゴ郡の中にマッカレン・エディンバーグ・ミッション大都市圏が入っている。東はキャメロン郡とウィラシー郡に、北はブルックス郡に、西はスター郡に、南はメキシコ国境に接している。リオ・グランデ川を挟んで対岸にはメキシコ、タマウリパス州レイノサ市がある。

## 歴史

### インディアン
ヒダルゴ郡となった地域には、少なくとも11,000年前から先住民が住んでいたと考えられている。古代に位置づけられる人工物から、狩猟採集型の民族が住んでおり、農耕は行わず、幾らかの犬を除けば家畜を飼っていなかった。その後、トウモロコシなどの農耕形態が導入された。リオ・グランデ川下流を地盤とする部族の主要な言語による分類では、コアウイルテック族やカランカワ族がいた。コアウイルテック族は様々な動物を狩り、魚を捕まえ、ベリーや果物、根を集め、アメリカシャクナゲを薬物に使った。コマンチ族からコロラド州やニューメキシコ州から追い出されてきたリパン・アパッチ族が1700年代にテキサスに入ってきて、1775年には南テキサスを支配していた。コマンチ族がその後を追い、19世紀初期には南テキサスに入ってきた。

### 探検
歴史家の中には、アルバル・ヌニェス・カベサ・デ・バカが、1528年に乗っていた船が遭難した後でこの地域を通過したと考える者がいる。1638年8月、ハシント・ガルシア・デ・セプルベダが、テキサス海岸にいると報告があったオランダ人水夫を捜して、ミアーでリオ・グランデ川を渡り、この地域に入った。1687年、フランスが築いたセントルイス砦を探して、アロンソ・デ・レオンの2回目の遠征隊が、やはり川に沿ったルートを辿った。1747年、ミゲル・デ・ラ・ガルサ・ファルコンが、開拓地を造るために適当な土地を探して、川の北岸を偵察した。ファルコンはその土地が家畜の飼育にすら適しておらず、人が住むには耐えられないと決めつけた。その判断にも拘わらず、スペイン王室はこの地域に注目し、1749年、ホセ・デ・エスカンドンが地域開拓の任務を与えられた。エスカンドンは1749年のレイノサなどリオ・グランデ川南岸に4つの町を設立した。レイノサは当初、現在のテキサス州ペニタスがある地の対岸にあった。エスカンドンは続いて1749年にカマルゴ、1750年にミアー、および1752年にレビラ（現在のゲレロ）の町を設立した。これらコロニーの開拓者が後にリオ・グランデ川を渡り、川の北岸に入った。スペインとメキシコの政府から、将来のヒダルゴ郡の地域に19の土地特許が発行され、そこに約80の「ポルシオネス」があった。植民については特許受領者に任されたので、川沿いや北部に開拓地が造られた。1774年、ラ・ハビタシオンと呼ばれる開拓地は、ランチョ・サンルイあるいはサンルイシトとも呼ばれ、川の北岸、現在のヒダルゴの町がある場所に造られた。土地が牛や羊の飼育に向いていたので、土地特許受領者は牧場を造って成功した。初期開拓者の中に、1790年5月29日にリャノグランデ特許を得たホセ・イノホサ・デ・バリがいた。1798年にサンタアニタ特許を得ていたホセ・マヌエル・ゴメスも成功した牧場主だった。1797年、ゴメスはサンタアニタ牧場を設立し、それが1995年でもマッカレン牧場という名で運営されていた。
1936年までに土地の農夫達はメキシコに牛やその副産物を輸出して、経済が繁栄していた。商品は荷車とラバの隊列で動かされ、隊商がリオ・グランデ川近くに船を保持しておく体制が1840年以降まで続いた。テキサス革命の勃発と共に、メキシコはこの地域をタマウリパス州の一部と考え、テキサスはその領土の南部に属するものと考えたので、紛争が持ち上がった。米墨戦争の間は、ザカリー・テイラー将軍がメキシコ北部に物資を運ぶために軍事道路を整備させた。1848年のグアダルーペ・イダルゴ条約が結ばれた後、この地域はサンパトリシオ郡に属した。同年、この地域は分割されて、キャメロン郡の一部になった。1849年、カリフォルニアに金を求めて行く者達の立ち寄る所になった。軍事道路は西海岸に向かうヒラ・ルートの一部になった。1850年には、39の牧場主が域内で牧場を経営していた。生産品の主要市場はメキシコだった。農民はカボチャ、柑橘類、トウモロコシなど様々な果物や野菜を栽培した。

### 郡の成立と成長
ヒダルゴ郡は1852年に設立され、郡名はスペインから「メキシコ独立の鬨の声」を上げたミゲル・イダルゴ・イ・コスティリャに因んで名付けられた。1852年には40ないし45の牧場があった。世代が移るにつれて土地が小分割されたので、川沿いの牧場は村に発展した。この過程で、ラ・ハビタシオン、レランパゴ、ペニタスの町ができた。川から遠い牧場としては、1867年に設立されたラグナセカ牧場、1875年のモラレランパゴ牧場、1876年のサンマヌエル牧場があった。概して地域北部の住人は牧畜業で暮らし、川沿いの住人は輸送業、農業および、メキシコとの貿易で暮らした。1852年、ラ・ハビタシオンがエディンバーグと改名され、郡庁所在地になった。最初の郡政委員会は1852年9月2日に招集され、その最初に発行した法は、ヒダルゴ、サンルイス、ペニタスおよびラスクエバスでの渡し船に対する免許だった。ホセ・M・J・カルバハルが最初の法廷記者だった。しかし、郡内の住民は互いに孤立しており、人口の集中する隣のキャメロン郡ブラウンズビル市からも遠かった。州や連邦政府から無視されているという感覚があったので、住民は「ヒダルゴ共和国」という名前を採用した。孤立状態と警察の取り締まりが効果的ではなかったことで、牛泥棒や銃撃戦など混乱と無法状態が生まれた。フアン・ネポムセノ・コルティナが強盗に向かう途中でテキサス・レンジャーの部隊に阻止された「コルティナ戦争」が混乱に輪を掛けた。ラボルサの戦いと呼ばれる小競り合いは、1860年2月4日、郡南東部のプログレソの南、エルザカタルで起こった。このような問題があったにも拘わらず、牧畜業が1860年の経済を支配し、郡内には10,695頭の牛と3,330頭の羊がいた。その後、10,900ポンド (4,900 kg) の羊毛も生産した。牛泥棒も多かった。1862年12月28日には、武装したメキシコのならず者達がロスエバノスに入り込み、南軍の荷馬車隊を捕獲し、3人の御者を殺した。他にもメキシコの牛泥棒が国境を越えてテキサスに入り、できるだけ多くの牛を盗もうとしていた。ヒダルゴ郡はキャメロン郡と同様に南北戦争の影響が無かったが、その代わりに北軍、南軍の脱走兵が加わった牛泥棒との戦いに明け暮れた。1870年、郡内には18,141頭の牛と、11,720頭の牛がいたが、住民は2,837人に過ぎなかったので、牛泥棒の標的になった。1872年から1875年、アレックス・J・レオ保安官が牛泥棒を減らし、「牛戦争」を終わらせるためにワシントンに繰り返し軍隊を要請する電報を送ったが、むなしかった。1875年4月2日、レアンダー・H・マクニーリー大尉とテキサス・レンジャーの部隊が救援に駆けつけた。
ヒダルゴ郡は19世紀半ばまで、川の両岸からの無法者にとって避難所だった。郡の政治は様々な集団が覇を競ったので、政治が闘争の場になった。特にレッド（民主党）とブルー（共和党）と結託した者達が1869年までにしっかりと地盤を築いた。タデウス・ローズ、ベン・キダー、ピート・チャンピオン、W・P・ドハティおよびジェイムズ・ドハティなどが民主党員だった。共和党員には、ジョン・マッカレン、ジェシー・ベネット、およびアレクサンダー・M・ヘッドリー博士がいた。19世紀の後半3分の1の大半はレッドが郡を支配した。その効率の上がらない政府によって、1869年から1876年の間に8人の保安官が交替し、非難を浴びた。レッドはパチャンガ、すなわち票の固定化で郡の支配を保ったとされている。投票者の集団を纏め、食物と酒で満たし、投票に要する税金を肩代わりした。ヒダルゴ郡では、初代郡書記官を務めたマーティン・"ビッグドランク"・ノーグレイブスが票の固定化を行った者とされている。1880年には人口が4,347人となり、女性と114人のアフリカ系アメリカ人を除く全員が票集めの対象にされた。ジョン・クロスナーが副保安官に選ばれた1882年になってやっと、牛泥棒を抑えられるようになった。クロスナーは1890年に保安官になり、その後直ぐにジェイムズ・B・ウェルズの庇護下で郡の政治ボスになった。クロスナーが統治した間に郡内に平和がもたらされ、実効ある指導力を発揮したので、ヒダルゴ郡の「父」という渾名を貰った。しかし、その過程で多くの敵も作った。1890年代、クロスナーのライバルが2度暗殺を試み、またレンジャーに彼の捜査もさせた。クロスナーは囚人の虐待で告訴され、容疑者に自白を強要することで行き過ぎがあったことを認めた。クロスナーのレッドは郡内に法と秩序をもたらしたが、ライバルのブルーも衰えなかった。1890年8月に問題が起こった。レッドが選挙を行っている間に、ブルーがその票と判事を固めた。このことで郡には2組の役人ができた。ブルーは、レッドが資格のない外国人も投票できるようにパチャンガを使っているのを止めさせようとした。その結果ヘッドリー博士と150人のブルー部隊がエディンバーグを統制し、数日間「ヒダルゴ独立共和国」の名の下に支配した。ヘッドリーが国境で関税を集めようとしたときに、連邦政府役人がその「共和国」を終わらせた。

### 20世紀
政治的な混乱や牛泥棒があったにも拘わらず、郡の人口は1890年に6,534人に増加した。牧畜では牛71,176頭と羊20,906頭がおり、羊毛41,074ポンド (18,500 kg) を生産して最盛期を迎えた。1891年にはガルザ戦争が起こった。カタリーノ・エラスモ・ガルザとその徒党がヒダルゴ郡南西部のラホヤで敗北した。1886年、エディンバーグの町が大変な洪水に見舞われ、その後川の北約2マイル (3 km) の洪水が起こりにくい場所に町が移された。1900年の人口は6,837人と推計された。1903年3月、郡内初の新聞である「ヒダルゴ・アドバンス」が発刊された。これは郡の宣伝と鉄道を誘致するという目的のもとに発刊された。1904年、セントルイス・ブラウンズビル・アンド・メキシコ鉄道が開通すると大きな変化が起こった。1903年、土地の売買は1エーカー当たり25セントで行われていたが、1906年には50ドルになり、1910年には300ドルにもなった。19世紀末までヒダルゴ郡の農業は大規模に行われることは無かった。柑橘類が最初の作物だった。1878年までにラグナセカ牧場のカルロタ・ベラが小さなオレンジ園を運営しており、その品質で知られていた。その後の主要作物は輸出用に大規模プランテーションに植えられた綿花とサトウキビになった。最初にサトウキビを大規模に作り始めたのは1883年のジョン・クロスナーであり、現在のファー近くにプランテーションと加工工場を造った。米作のために灌漑を施すのは失敗したが、柑橘類と野菜は1907年頃に商業ベースに乗り、W・A・フィッチがメルセデス近くに商業スケールのグレープフルーツ園を造った。古い郡庁所在地のエディンバーグは川から遠い位置に移され、ヒダルゴと改名された。20世紀初めの10年間に、鉄道が開通し、農園を望んだ開拓者が流入することで郡の経済基盤は農業に移行した。主要作物はトウモロコシと綿花だった。1910年の人口は13,728人と推計された。1911年、サンベニト・アンド・リオグランデ・バレー鉄道が、サンベニトでセントルイス・ブラウンズビル・アンド・メキシコ鉄道と接続された。テキサス・アンド・ニューオーリンズ鉄道も1927年に開通した。
20世紀初めの10年間、クロスナーとその民主党マシーンが抵抗も無く郡を支配し、地区と州の役人候補者は投票総数の90%を獲得できた。1914年、郡内に投票に要する税金を払っているイギリス系アメリカ人は700人しかいなかったが、民主党マシーンが動員できるヒスパニック系住民は1,200人いた。同年、ジェイムズ・H・エドワーズ判事がクロスナーの支配力で失脚させられた後、善良政府同盟が結成された。この同盟はイギリス系の農夫、事業家、専門職のみで構成され、エドワーズを支持し、ヒダルゴ郡の政治を「浄化する」と約束した。この同盟の意図にはヒスパニック系住民の選挙権を奪うことが含まれていたので、制度を変えるための運動は人種的なものが強く浮き出ていた。クロスナー体制はヒスパニック系住民に迎合していると考えられたが、政府の役職の4分の1足らずしかヒスパニック系住民が占めていなかった。古くからの住民、主に牧場主と、新参者、主に農夫との間に人種的、社会的緊張が高まった。1818年、郡監査官が、郡財務官としてのクロスナーが郡と、排水地区、教育学区の公金15万ドルを横領したと暴露し、クロスナー体制は終わった。その後は保安官のアンダーソン・Y・ベイカーが民主党マシーンを支配して12年間維持したが、有権者操作、不正投票、および大規模な汚職を通じてだった。マシーンの不正行為があったために、1928年の郡の選挙ではウェスラコの投票箱が放り出されることがあった。その結果、ウェスラコの市民が武装してマシーンの手先だと見なしたメキシコ人有権者に対抗するというヒダルゴ郡反乱が起こった。ウェスラコのイギリス系有権者は、全て新参の農夫で、体制に反対しており、連邦政府の調査を求め実現させた。この調査はマシーンの障害となっただけでなく、ヒスパニック系有権者を制限し、投票所から追い払った。1929年、チャールズ・H・ピースが指導する善良政府同盟は、さらにボス支配の名残を終わらせようという試みで、郡政府から灌漑計画と石油を独占していた党派の支配を取り除くことに成功した。ヒダルゴ郡を運営し、その経済繁栄をもたらしていたウェルズとクロスナーの政治マシーンは、誘致してきた開拓者によって終わりを迎えた。
1920年の人口は38,110人であり、1910年の2倍以上になった。農園は1,727に増加し、1890年の7倍だった。土地の開発と販売で成功したジョン・H・シャリーが1912年にヒダルゴ郡に入ってきた。柑橘類栽培を発展させたシャリーは1919年までグレープフルーツを売っていた。1924年、ウェスラコでテキサス農業実験所が設立された。郡南部を東西に走るアメリカ国道83号線に沿って新興の町が出現し、1930年には「世界一長いメインストリート」と言われた。19世紀の郡内の人種関係は、郡内に入ってくるイギリス系アメリカ人の数が増えていたので、かなり友好的ですらあった。鉄道が通ると、アメリカ合衆国の中西部や東部から開拓者を惹きつけるようになった。これらの開拓者は、先住の牧畜業者達とは異なり、ヒスパニックの文化を受け容れようとはせず、自分達をメキシコ系アメリカ人よりも上位にあると考えた。20世紀の初めの20年間にセントルイス・ブラウンズビル・アンド・メキシコ鉄道沿いに発展した新しい町は全て、人種差別が進んだ。ウェスラコとマッカレンの町が人種差別の甚だしい双璧であり、アメリカ国道83号線に沿った他の町の大半も人種差別が進んだ。これはヒダルゴ、ペニタス、レランパゴなど古い町とは異なっていた。人種間の壁は次第に厚いものになっていった。1912年から1915年の間に起きた国境地帯の襲撃で、少なくとも30人のイギリス系アメリカ人と数百人のメキシコ系アメリカ人の命が奪われ、地域を戦闘状態に置き、開拓者流入の流れが止まった。襲撃者は人命を奪い、牛を盗んだが、警官も過剰な暴行と不公正な行為で告発された。しかし、1920年代も終わり頃になると、開拓地も落ち着き、人種差別が当たり前になった。新しい町は完全に人種分離されていたので、ヒスパニック系の子供達は平等な教育を受けることができなかった。メキシコ系の学校は常に児童で一杯で、装備はお粗末だったが、そこに経験の足りない教師が赴任させられた。メキシコ系は小学校以上の教育を受けられるとは考えられなかったので、メキシコ系の高校は無かった。この欠陥によって自己永続的な貧窮状態が生れた。教育の無い、従って貧乏な親は子供達が家族を養う援けになるよう、学校に行かせなかった。1930年、郡の人口は77,044人と推計され、そのうち41,522人はメキシコ系だった。
1930年までに市場向け野菜農業への転換が完成した。この年、牛は34,505頭だけであり、農園の数は4,321と1920年レベルの2倍以上になった。主要作物は、131,884エーカー (528 km2) の土地に作付けされている綿花であり、14,658エーカー (59 km2) のトウモロコシだった。牧畜業は主に北部で続けられ、牛、羊および鶏が主だった。世界恐慌がおきたが、郡の人口は1940年で106,059人にまで増加した。しかし、人口は常に変動しており、移動型農園労働者や冬季テキサス人すなわち「スノーバード」が出たり入ったりしていた。郡内で最初に石油を生産したのはオットー・C・ウッズが1934年9月18日に掘り当てたものだった。石油とガスの生産は直ぐに郡経済で重要なものになった。人口の増加と共に農園の数は1940年に5,094になっていた。1941年、ミッションの北西12マイル (19 km) にムーア飛行場が建設されて、郡内初の軍事基地となった。第二次世界大戦の間、この飛行場はアメリカ陸軍航空隊が運営し、テキサス出身のフランク・マーチソン・ムーア中尉に因んで名付けられた。この年、郡内の62の工場で6,502,129 米ドル相当の製品を生産した。1950年の人口は160,446人と推計された。この年、農園は5,314あり、柑橘類が最も重要な産品になった。オレンジの年間生産量3,093,792 箱、グレープフルーツは 169,245トンが生産された。綿花は197,267樽、トウモロコシは72,495ブッシェルだった。1960年の人口は180,904人となった。1967年までに石油は2,000万バーレル (300万 kl) を生産した。1969年、冬季野菜、柑橘類および綿花の売り上げが5,000万米ドルとなった。この年、農園の数は4,124に減少したが、これは農業の法人化によるものだった。1970年の人口は181,533人になった。1960年代は公民権運動が吹き荒れ、郡の政治にヒスパニック系住民が参加したが、1971年の「ファー警察暴動」のように人種に関わる問題が解決したわけではなかった。ドナでは1970年代後半まで、移民農園労働者の子供達が別の学校に通っていた。メキシコ人がより良い生活を求めてリオ・グランデ川を渡ってくるケースが増えたので、郡の内外でコロニアが収穫を上げるようになったが、地元事業家はこの機会を利用して彼等に使いでの無い土地を売りつけた。1970年代を通じて移民の数は増え続けた。1977年の人口は232,00人と推計され、1970年の3割り増しになった。1978年時点で農産物の出荷額は年1億8,800万米ドルとなり、その90%は綿花、トウモロコシ、柑橘類、サトウキビ、穀物になっていた。また同年の石油とガスを含む鉱業生産高は6,500万米ドルになっていた。
しかし郡内では国際貿易、製造業、医療および小売業が重要な分野に成長して、伝統的な農業依存から体質の転換を始めていた。1980年の人口は283,229人であり、その中には15,868人の退職引退した労働者がいた。雇用数の多い産業分野は、農業、観光業、石油ガス関連産業、建設業、冷凍食品加工業と缶詰製造、食肉加工、ソフトドリンク製造などであり、総生産高は1,575,879,000米ドルになった。1982年、郡内には171の製造業があり、7,100人を雇用し、2億1,190万ドル相当の製品を製造した。同年の郡内出生率は全米の郡の中で64位、ヒスパニック系住民の中では12位だった。ヒダルゴ郡は人口が減少したことがない。1990年の人口は383,545人だった。出身民族別ではヒスパニック系、ドイツ系、イギリス系の順だった。しかし郡内の農業を支えている労働力は国内で最貧階級でもあった。マッカレン・エディンバーグ・ミッション大都市圏での1987年1人当たり収入は全米最下位だった。さらにヒダルゴ郡の失業率は州内で最高であり、郡政府には資金が無く、財政年度の中間で独立医療制度の資金が枯渇する状況だった。
マッカレン外国貿易ゾーン（FTZ)はマッカレン市の南、マッカレン市とレイノサ市の間にある。1973年に指定されたときは内陸の外国貿易ゾーンとして最初のものであり、国内でも継続して活動的なゾーンであり続けている。1988年には年間10億米ドル以上の商品がゾーンを通過した。この年、倉庫を一杯にした後で、借家人を排除する必要があった。1988年の郡内には8万人の「冬季テキサス人」がいた。小売業は年率22.6%で成長した。しかし最貧層の住人にはほとんど利益にならなかった。1986年時点で366のコロニアに住む推計52,000人の住人の生活水準がそれを反映していた。不適切な上水の供給と水準以下の住居というのがコロニア住民の姿であり、その多くが移民農業労働者だった。
1980年代以降、特に1994年に北アメリカ自由貿易協定が批准されて以降、郡経済は農業から国際貿易、医療、小売り、観光に重点を移した。2000年の人口は569,463人を記録した。マッカレン市が南テキサスとメキシコ北部の小売業中心となり、半径200マイル (320 km) の範囲から1,000万人以上の消費者を惹き付けた。マッカレン市にはアメリカの小売業トップ100社のうち40が出店しており、1人当たり消費税額ではテキサス州第3位になった。マッカレン市の経済は小売業が推進力となり、過去10年間で138%成長し、売上高35億8,000万米ドル以上、雇用数では労働力の27%を雇用した。マッカレン商工会議所の推計では、市内小売業売り上げの少なくとも35%はメキシコからの消費者によるものである。

## 地理
アメリカ合衆国国勢調査局に拠れば、郡域全面積はリオ・グランデ川デルタの1,596平方マイル (4,134 km2) を占めている。郡北部は、深い赤色あるいは斑の粘土質底土の上に、砂質で軽いローム層土壌に覆われている。石灰岩層が表面から40インチ (100 cm) 積層している地域もある。郡南部は粘土質底土の上にやや深いローム層あるいは深いローム層が覆っている。リオ・グランデ川沿いは褐色から赤色の粘土層である。南テキサス平原植生に属し、草原、メスキート、ライブオーク、シャパラルが特徴である。原生種は広範な農業で近年は減っているが、シャポテ、グアヤカン、黒檀、キンゴウカン、ブラジル、ユッカなどがある。
1982年、土地の91%は農園と牧場であり、52%が耕作され、85%が灌漑されていた。郡内の51ないし60%は農業適地と考えられた。主要作物はソルガム、綿花、トウモロコシ、野菜だった。キャベツ、タマネギ、マスクメロン、ニンジン、スイカの生産では州内トップだった。主要な果物としてはグレープフルーツ、オレンジ、ピーカンがあった。牧畜業では牛、乳牛、豚が主要産品だった。天然資源にはカリーチ、砂、砂利、石油、ガスがあった。1982年の石油・ガス生産量は、天然ガス98,487,211,000立方フィート (2.7888472×109 m3)、原油139,995バーレル (22,259 kl)、コンデンセート油1,101,666バーレル (175,165 kl)、油井ガス15,784,000立方フィート (447,000 m3) だった。気候は亜熱帯と亜湿潤気候であり、気温は1月の平均47°F (8 ℃)、から7月の平均96°F (36 ℃)まで変化している。年間平均気温は73°F (23 ℃)である。年間降水量は23インチ (584 mm) であり、植物の生育に適した日は年間320日ある。

### 主要高規格道路
- アメリカ国道83号線
- アメリカ国道281号線
- テキサス州道107号線
- テキサス州道336号線

### 隣接する郡
- ブルックス郡 - 北
- ケネディ郡 - 北東
- ウィラシー郡 - 東
- キャメロン郡 - 東
- スター郡 - 西
- メキシコ タマウリパス州グスタボディアスオルダス - 南
- メキシコ タマウリパス州レイノサ - 南
- メキシコ タマウリパス州リオブラボー - 南
- メキシコ タマウリパス州マタモロス - 南東

### 国立保護地域
- リオグランデ川下流国立野生生物保護区（部分）
- サンタアナ国立野生生物保護区

## 人口動態
以下は2000年国勢調査による人口統計データである。
| 基礎データ - 人口: 569,463人 - 世帯数: 156,8245 世帯 - 家族数: 132,829 家族 - 人口密度: 140人/km2（363人/mi2） - 住居数: 192,658軒 - 住居密度: 47軒/km2（123軒/mi2） 人種別人口構成 - 白人: 77.71% - アフリカン・アメリカン: 0.49% - ネイティブ・アメリカン: 0.42% - アジア人: 0.59% - 太平洋諸島系: 0.02% - その他の人種: 18.64% - 混血: 2.12% - ヒスパニック・ラテン系: 88.35% 年齢別人口構成 - 18歳未満: 35.3% - 18-24歳: 11.3% - 25-44歳: 27.6% - 45-64歳: 16.0% - 65歳以上: 9.7% - 年齢の中央値: 27歳 - 性比（女性100人あたり男性の人口） - 総人口: 94.4 - 18歳以上: 89.9 | 世帯と家族（対世帯数） - 18歳未満の子供がいる: 49.7% - 結婚・同居している夫婦: 65.0% - 未婚・離婚・死別女性が世帯主: 15.7% - 非家族世帯: 15.3% - 単身世帯: 13.1% - 65歳以上の老人1人暮らし: 6.3% - 平均構成人数 - 世帯: 3.60人 - 家族: 3.96人 収入と家計 - 収入の中央値 - 世帯: 24,863米ドル - 家族: 26,009米ドル - 性別 - 男性: 21,299米ドル - 女性: 18,297米ドル - 人口1人あたり収入: 9,899米ドル（アメリカ合衆国の郡では最貧クラス） - 貧困線以下 - 対人口: 35.9% - 対家族数: 31.3% - 18歳未満: 45.5% - 65歳以上: 23.3% |

2009年、食糧配給券を受領している比率が29%であり、ニューヨーク市ブロンクス区と同率で最高だった。

## 都市と町
| - マッカレン - エディンバーグ - 郡庁所在地 - ミッション - アラモ - アルトン - ドナ - エドコウチ - エルザ - グランジェノ - ヒダルゴ - ラホヤ | - メルセデス - ラビラ - パームハースト - パームビュー - ペニタス - ファー - プログレソ - プログレソレイクス - サンフアン - サリバンシティ - ウェスラコ |

### 未編入の町
| - エイブラム・ペレスビル - アルトンノース - セザールシャベス - シトラスシティ - クエビタス - ドッフィング - ドゥーリトル - エルガトー - フェイズビル | - ハージル - ハバナ - ハイデルバーグ - インディアンヒルズ - ラブランカ - ラホーマ - ラグナセカ - リャノグランデ - ロペスビル | - ロスエバノス - マクック - ミッドウェイノース - ミッドウェイサウス - ミラドーセ - モンテアルト - ムニス - ノースアラモ - ヌリリョ | - オリバレス - パームビューサウス - レランパゴ - ラン - サンカルロス - サンマヌエル・リン - シザーズ - サウスアラモ - バルベルデ |

## 政治
ヒダルゴ郡は民主党を支持する傾向にあるが、郡に影響する役人の幾つかには共和党員を選んでいる。アメリカ合衆国下院議員選挙では第15区と第28区に属している。2008年の大統領選挙では郡内総投票数の69%を民主党のバラク・オバマに投じ、対するジョン・マケインは30%だった。大統領選挙で共和党候補がヒダルゴ郡を制したのは1972年にリチャード・ニクソンが55%を獲得したのが最後になっている。

## 教育
ヒダルゴ郡の教育は以下の独立教育学区が管轄している
- ドナ独立教育学区
- エドコウチ・エルザ独立教育学区
- エデインバーグ統合独立教育学区
- ヒダルゴ独立教育学区
- ラホヤ独立教育学区
- ラビラ独立教育学区
- ライフォード統合独立教育学区（部分）
- マッカレン独立教育学区
- メルセデス独立教育学区
- ミッション統合独立教育学区
- モンテアルト独立教育学区
- プログレソ独立教育学区
- ファー・サンフアン・アラモ独立教育学区
- シャリーランド独立教育学区
- バレービュー独立教育学区

さらに多くの郡に跨る南テキサス独立教育学区もある。カトリック教ブラウンズビル教区が3つの幼稚園生から8年生の学校、2つの小学校と2つの高校を運営している。
テキサス・パンアメリカン大学がエディンバーグにある。隣接するスター郡と共に南テキサス・カレッジの管轄範囲に入っている。

## メディア
郡内で発行される新聞には、「ザ・バレー・タウン・クライア」、「ザ・エディンバーグ・レビュー」など7紙がある。聴取できるラジオ局はFM局6局、AM局2局がある。また雑誌「コンテンポ・マガジン」が発行されている。